# 松井千夏
松井 千夏（まつい ちなつ、1977年8月8日 - ）は、日本の女子プロフェッショナル・スカッシュプレーヤー。ランド所属。スカッシュ界のマドンナ。WISPA登録選手。

## 人物・来歴
神奈川県川崎市出身。犬蔵中学校、松蔭高等学校を経て、日本体育大学卒業。血液型はAB型。左利き。
スカッシュを始めたのは大学時代。小学から高校までバレーボール部に入っていたが、身長が159cmとやや低かったため、テニス選手に転向しようとした矢先にスカッシュと出会ったという。
『ジャンクSPORTS』（フジテレビ系列）等のスポーツ系TV番組や、写真週刊誌などにもしばしば登場。2006年9月にセクシーイメージDVDを出している。
夫は同じくスカッシュプレイヤーの清水孝典。2017年6月1日に自身のブログにて入籍を公表した。

## 主な成績
| 年     | 大会名                             | 結果               |
| ------ | ---------------------------------- | ------------------ |
| 2001年 | 全日本スカッシュ選手権大会         | 優勝               |
| 2004年 | 全日本スカッシュ選手権大会         | 優勝               |
| 2007年 | 全日本スカッシュ選手権大会         | 優勝               |
| 2008年 | 全日本スカッシュ選手権大会         | 優勝               |
| 2012年 | 神奈川オープンスカッシュ選手権大会 | 優勝（選手権女子） |
| 2013年 | 神奈川オープンスカッシュ選手権大会 | 優勝（選手権女子） |
| 2014年 | 神奈川オープンスカッシュ選手権大会 | 優勝（選手権女子） |

## メディア出演

### TV
- ジャンクSPORTS（フジテレビ）
- 芸恋リアル（よみうりテレビ）
- 虎の門(テレビ朝日)130代目MC
- 土曜ワイド劇場 検事・朝日奈耀子14（テレビ朝日） -「スカッシュ選手」役として出演。
- テレビスポーツ教室「スカッシュ」（NHK Eテレ、2014年9月21日） - 講師
- 中居正広の6番勝負 2014年今年の顔と対決SP（日本テレビ、2014年12月20日）

## DVD
- Beauty Athlete SQUASH! 松井千夏（GPミュージアムソフト、2006年9月25日発売）